# Distretto di She'eb
Il distretto di She'eb è uno dei nove distretti della regione del Mar Rosso Settentrionale, in Eritrea. Ha per capoluogo la città di She'eb.